# Sint-Austragesiliskerk van Mouchan
De Sint-Austragesiliskerkis een katholieke kerk gelegen te Mouchan (Gers), in Frankrijk. Ze is gebouwd in romaanse stijl tijdens de 11e-12e eeuw. De kerk is tevens gekend onder haar patroniem Sint-Pieter en wordt daarom ook soms Sint-Pieterskerk van Mouchan genoemd.

## Geschiedenis
De Sint-Austragesiliskerk maakte deel uit van een cluniacenzer priorij, gebouwd in de 10e eeuw op een route naar Santiago de Compostelle vanuit Puy-en-Velay.
Ze is gebouwd aan het einde van de 11e-begin 12e eeuw. Bij haar kerkwijding in 1060 ontving ze de relieken van sint Austragesilis. In 1264 werd de priorij aangehecht aan de priorij van Sint-Orens te Auch.
Gedurende de Honderdjarige Oorlog werd Mouchan aangevallen door de Prins van Wales (1368-1369). De kerk werd verwoest en de soldaten van de koning van Frankrijk, die er beschutting zochten, werden gevangen genomen of vermoord. De versterkingen die werden opgetrokken in de loop van de 15e eeuw verhinderden niet dat het dorp door de protestanten van Montgomery werd aangevallen en dat de priorij in 1569 werd verwoest. De kerk is zwaar beschadigd door het brandende gebinte en de muren van de kruisbeuk zijn stukgeslagen. In 1581 werd de priorij stopgezet en trokken de cluniacensers weg.
De kerk is het enige dat resteert van de priorijgebouwen. De zoldering van het middenschip dateert van de 19e eeuw (1843). De kerk is sinds 1921 geklasseerd als monument historique.

## Architectuur

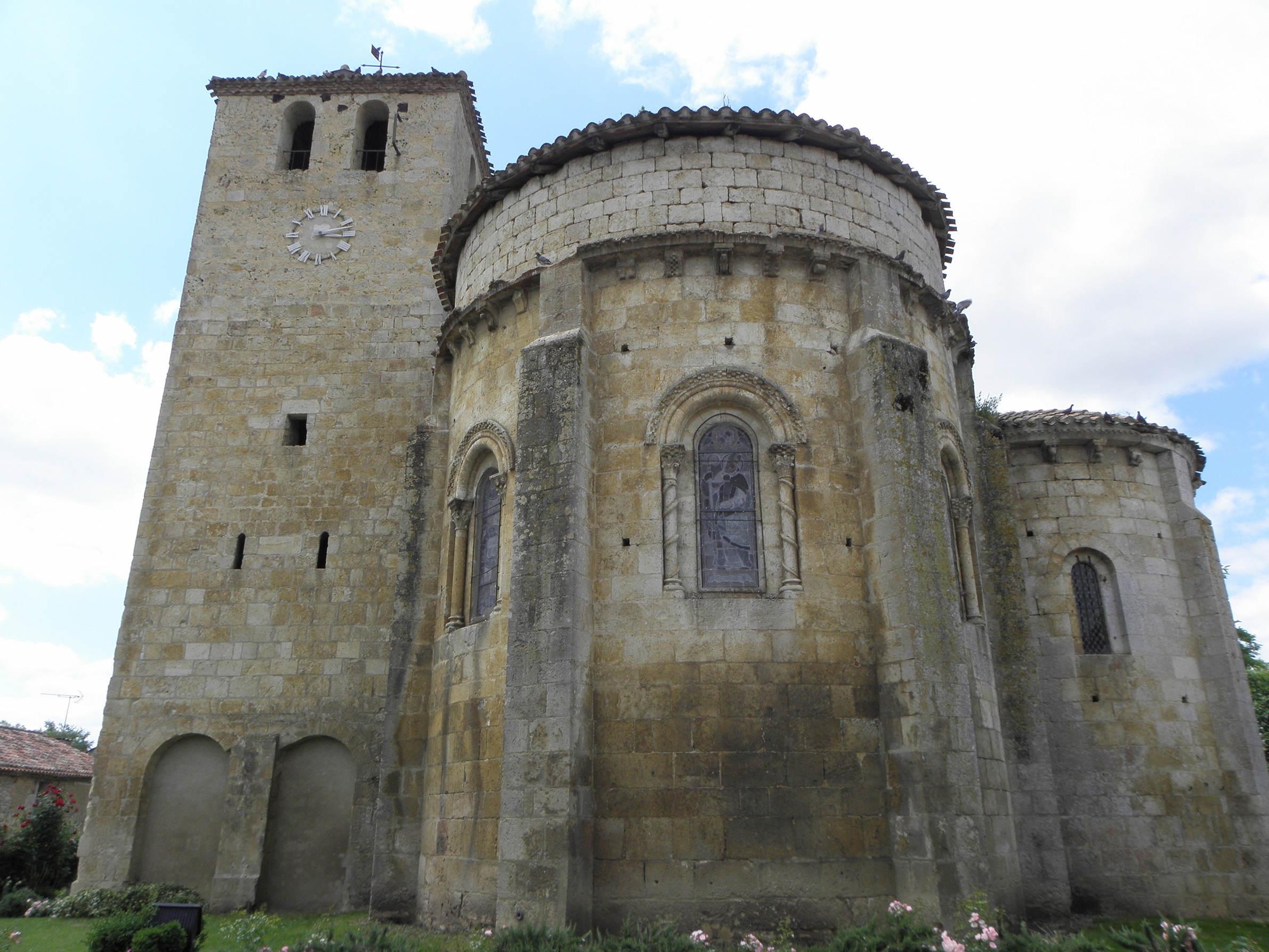
Koor
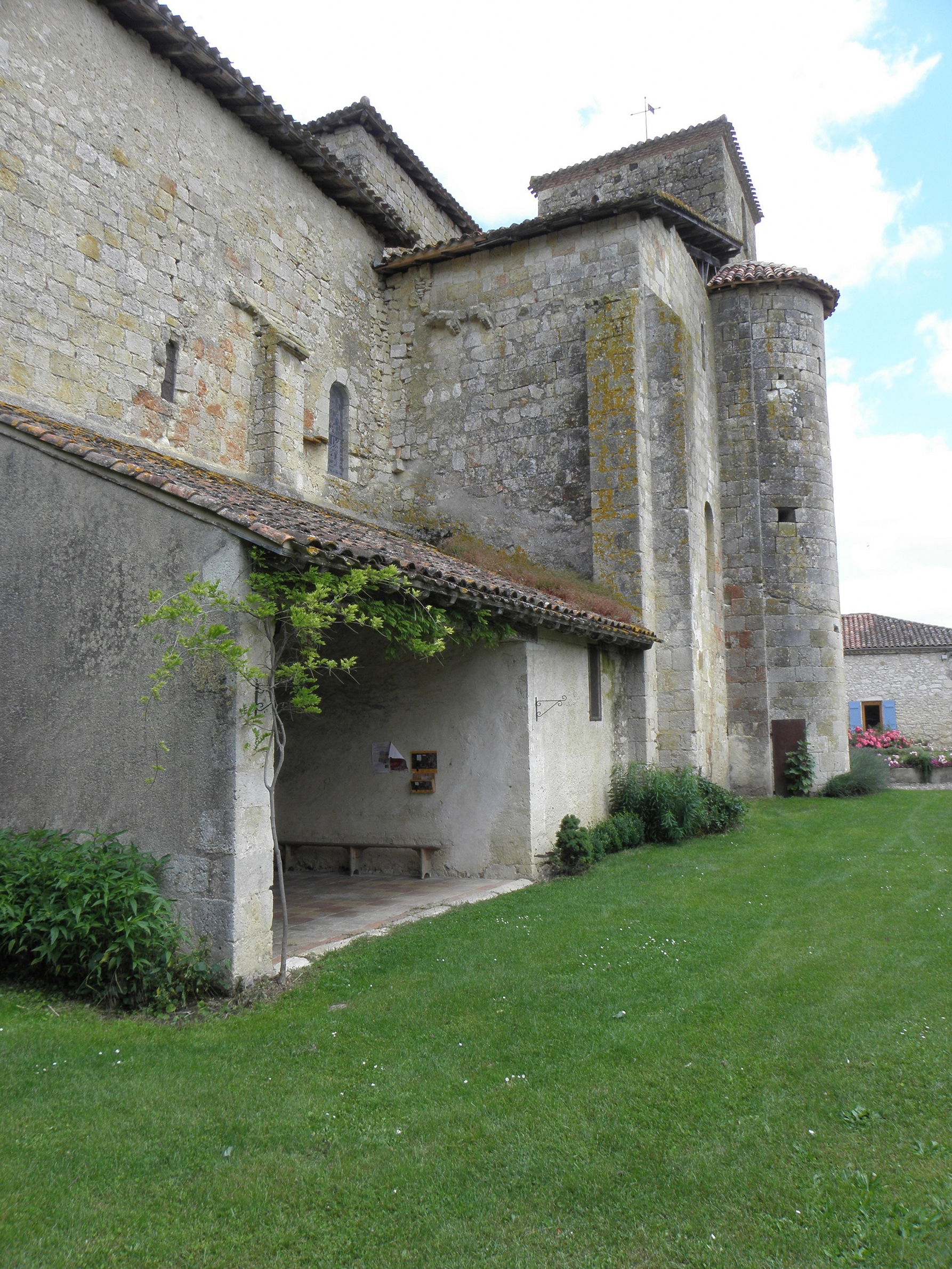
Portaal en zuidelijke façade
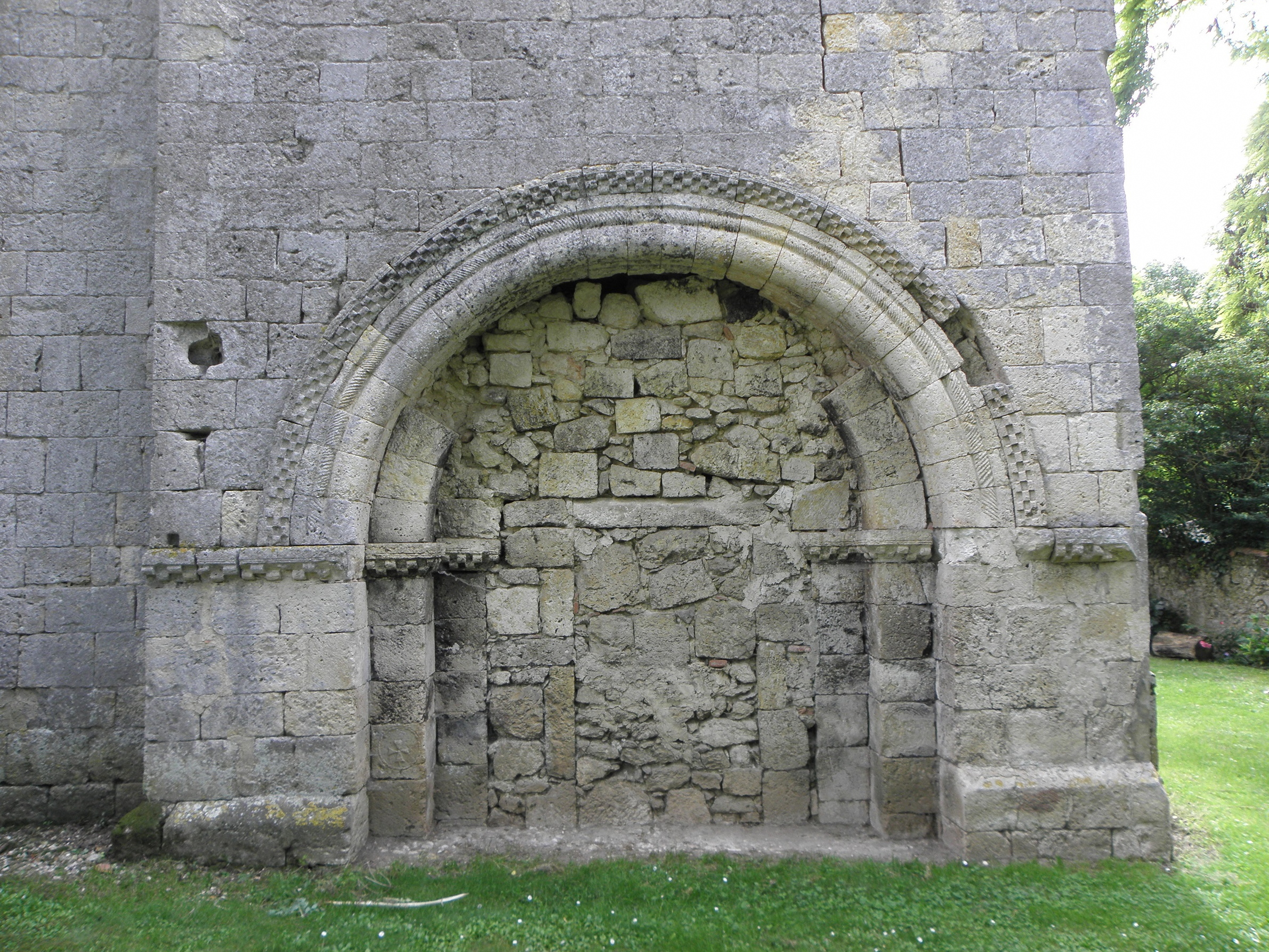
Dichtgemetselde noordportaal
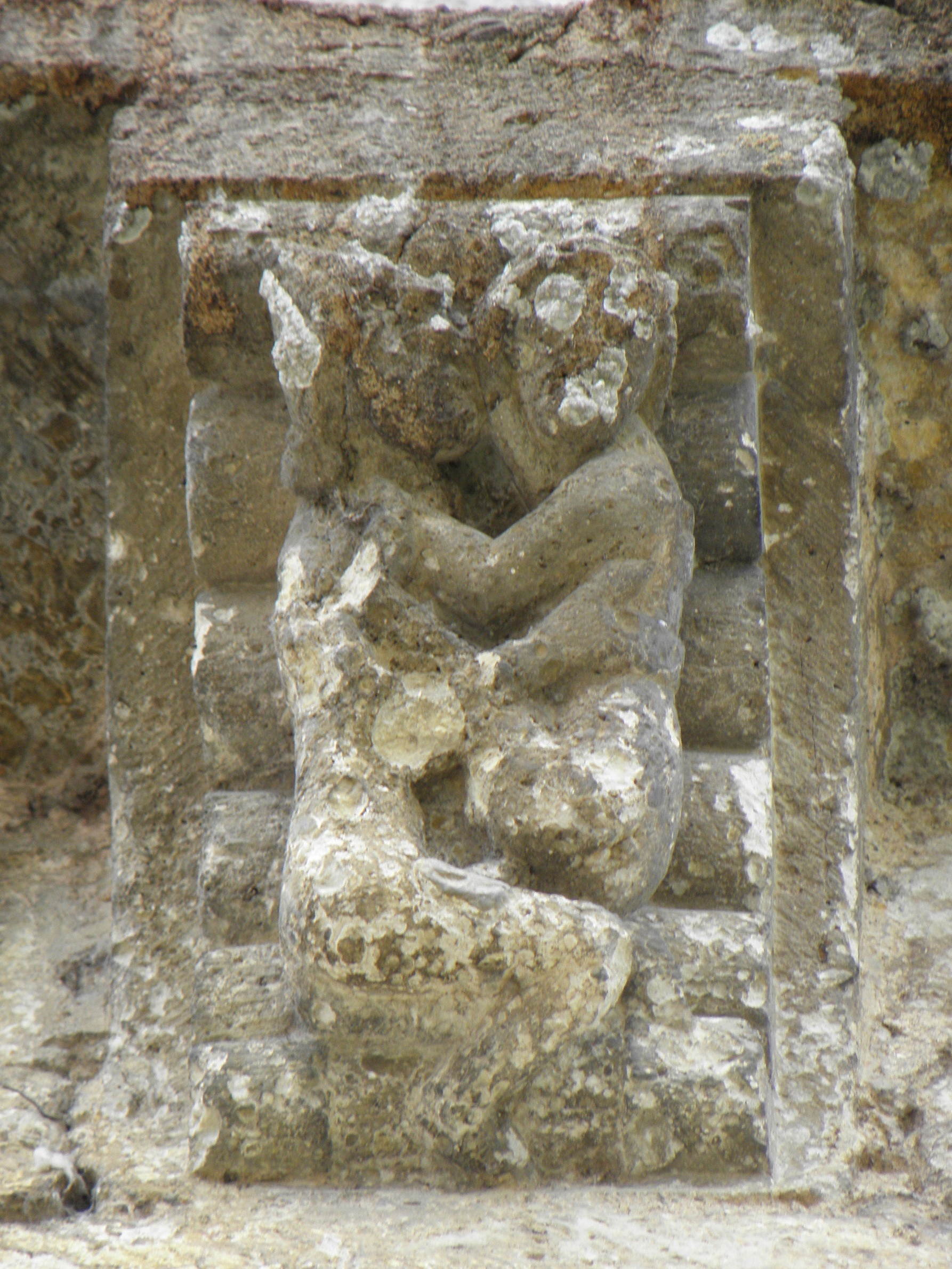
Siersteen in de apsis
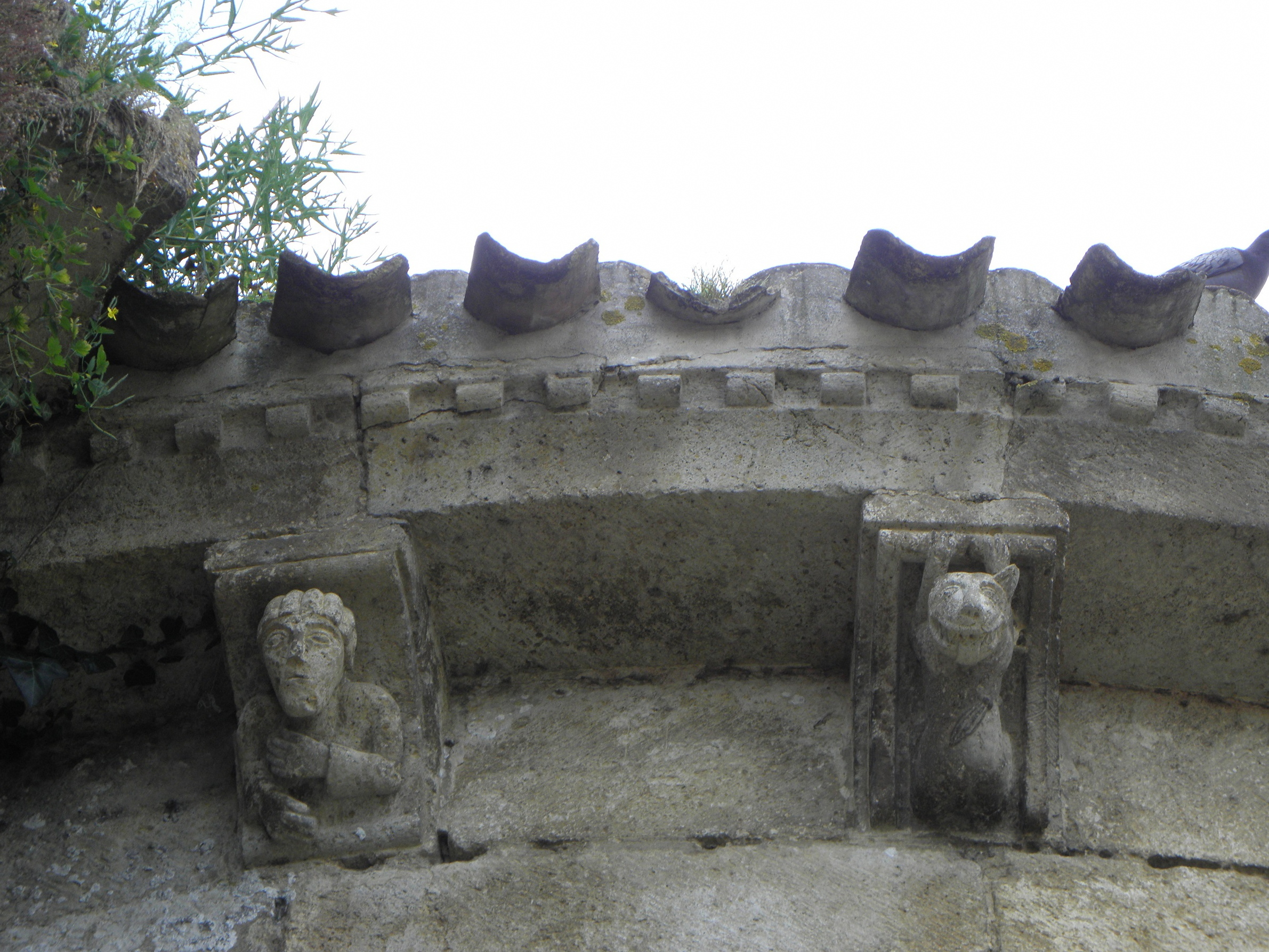
Siersteen in de apsis

De kerk bestaat uit een middenschip van twee traveeën, een asymmetrisch transept en een verlengd apsis van ongeveer dezelfde lengte als het middenschip.
De apsis verdubbelt zich in het noorden met een straalkapel en ten zuiden met een vierkante toren. Deze laatste is vermoedelijk ouder dan de kerk zelf en maakte vermoedelijk deel uit van een verdedigingswerk. Sinds het begin is zij gelijkgronds open door dubbele arcaden. De verdieping bereikt men via het zuidportaal. Een gewelfde zaal is opgemaakt met schietgaten. Vervolgens werd het noordelijke transept gebouwd, dat anno 2018 de sacristie is, met voldoende zware muren dat een steunbeer niet nodig was. Vervolgens bouwde men het middenschip, het zuidelijk deel van de transept en de rest van de apsis. Het onderste deel van de toren werd van muren voorzien en omgevormd tot een kapel. Een klein rond torentje verheft zich tussen de toren en het transept met een trap die toegang geeft tot de klokken, maar momenteel verdwenen.
Het gebouw heeft een tongewelf met een gordelboog en op de kruising van de transept had het originele een generfd gewelf dat bijzonder origineel was: een kruisgewelf met vierkante secties. Een portaal aan de noordzijde is quasi volledig verdwenen en werd voorzien van een muur. Heden komt men de kerk binnen langs een wat verborgen poort aan het uiteinde van de zuidelijke façade.
De buitendecorateie beperkt zich tot een sierkroonlijst met sierstenen. Aan de binnenzijde schijnt het sculpturale element belangrijker te zijn geweest; men vindt er kapitelen terug met de traditionele lokale decoratie van bladeren, dennenappels, bolle, dieren en personages.
Zowel aan de binnen- als buitenzijde vindt men talrijke steenhouwersmerken die nog steeds zichtbaar zijn.